# Lauf
Lauf település Németországban, azon belül Baden-Württembergben. Lakosainak száma 4019 fő (2023. december 31.). Lauf Sasbach és Sasbachwalden községekkel határos.

## Népesség
A település népessége az elmúlt években az alábbi módon változott:
| Lakosok száma | 3334 | 3612 | 3627 | 3675 | 3799 | 3941 | 3917 | 3945 | 3870 | 4019 |
|               | 1961 | 1967 | 1974 | 1980 | 1987 | 1993 | 2000 | 2006 | 2013 | 2023 |